# El Pino
El Pino è un comune della Repubblica Dominicana di 6.620 abitanti, situato nella Provincia di Dajabón. Comprende, oltre al capoluogo, un distretto municipale: Manuel Bueno.